# Anisorhynchus aratus
Anisorhynchus aratus é uma espécie de insetos coleópteros polífagos pertencente à família Curculionidae.
A autoridade científica da espécie é Boheman, tendo sido descrita no ano de 1842.
Trata-se de uma espécie presente no território português.